# ベアトリクス・シューバ
ベアトリクス・シューバ（Beatrix Schuba、1951年4月15日 - ）は、オーストリア出身の女性フィギュアスケート選手。1972年札幌オリンピック女子シングル金メダリスト。オーストリアアイススケート協会会長。登録名トリクシー・シューパ(Trixi Schuba)。

## 経歴

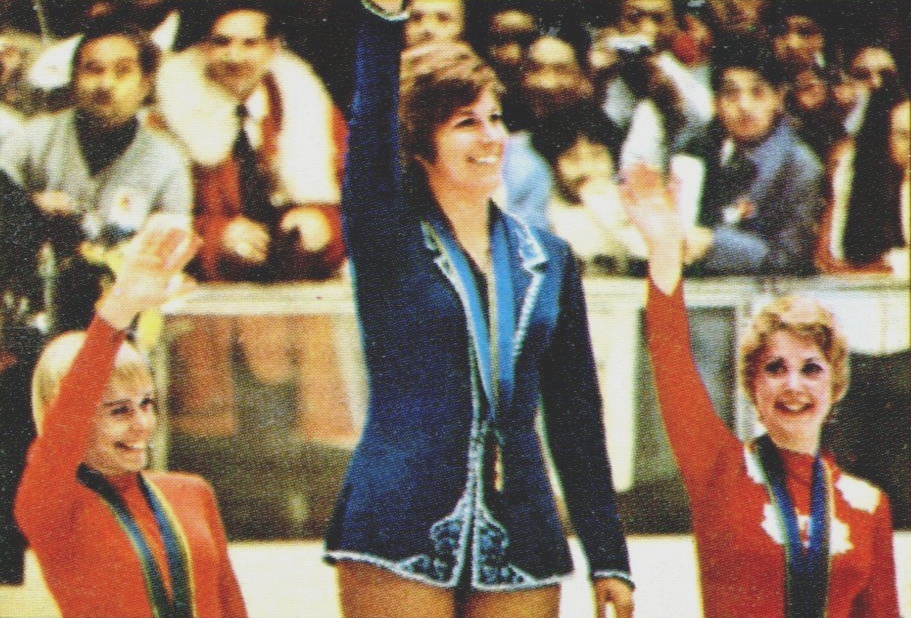
札幌五輪

1967年からオーストリア選手権で6連覇。1968年グルノーブルオリンピックに出場し5位。
1971年、1972年ヨーロッパフィギュアスケート選手権と世界フィギュアスケート選手権で優勝。
1972年札幌オリンピックで金メダルを獲得。同年引退しプロフィギュアスケーターとなる。
2002年から2006年までオーストリアのアイススケート協会の会長を務めた。

## 規定問題
1972年当時、フィギュアスケートのシングル競技はコンパルソリーフィギュア（規定）とフリースケーティング（フリー）しかなく、ベアトリクスは規定を得意としていた。1972年の札幌オリンピックで、ベアトリクスは規定で1位、フリーで7位となったが金メダルを獲得する。カナダのカレン・マグヌセンとアメリカのジャネット・リンはともにフリーで2位と1位であったが得点比重の大きかった規定で出遅れたことが響き、総合でカレンは銀メダル、ジャネットは銅メダルに終わった。
このことがきっかけとなり翌1973年シーズン、規定の比重を下げることを目的として規定とフリーの間にショートプログラムを導入するに至った。のちに規定は1991年シーズンをもって男女シングルから完全に廃止された。

## 主な戦績
| 大会/年            | 1966-67 | 1967-68 | 1968-69 | 1969-70 | 1970-71 | 1971-72 |
| ------------------ | ------- | ------- | ------- | ------- | ------- | ------- |
| オリンピック       |         | 5       |         |         |         | 1       |
| 世界選手権         | 9       | 4       | 2       | 2       | 1       | 1       |
| 欧州選手権         | 5       | 3       | 3       | 2       | 1       | 1       |
| オーストリア選手権 | 1       | 1       | 1       | 1       | 1       | 1       |